# FLOPS
FLOPS je skraćenica od engleskog izraza FLoating point Operations Per Second, što u prevodu na srpski jezik znači "broj operacija sa pokretnim zarezom u sekundi".

## Upotreba
FLOPS se koristi kao jedinica mere za računanje performansi računarskih sistema u operacijama sa pokretnim zarezom. Najčešće se koristi u sferama naučnih računanja koja imaju veliku upotrebu operacija sa realnim brojevima. 
U upotrebi su veće i manje jedinice:
- miliFLOPS (mFLOPS) = 0,001 FLOPS
- megaFLOPS (MFLOPS) = 1.000.000 FLOPS
- gigaFLOPS (GFLOPS) = 1.000.000.000 FLOPS

Prosečna brzina ljudi se meri u mFLOPS-ima, dok je obični kalkulator u proseku 10 FLOPS-a.

## Istorija
Istorijski, prvo dokumentovano ozbiljno korištenje FLOPS-a kao metrike datira iz srednjih 60-tih prošlog veka. Koristio ga je AEC - Američka komisija za nuklearnu energiju prilikom kupovine računara CDC 6600. 

## Kritike
Zajedno sa MIPS-om predstavlja jednu od najvarljivijih načina merenja performansi. Razmotrimo li ideju doći ćemo do zaključka da nisu iste instrukcije za operacije sa pokretnim zarezom implementirane isto na svim mašinama. Jedna mašina može koristiti dve FP operacije da izvrši delomičan zadatak, dok druga može koristiti samo jednu. Ako je zadatak kompletiran za istu količinu vremena na obe mašine, tada će ona koja koristi dve FP instrukcije imati veći GFLOPS rejting. 
Može se primetiti da iza svakog rangiranja pomoću MIPS-a ili GFLOPS-a stoji sam proizvođač. Razlog za to je dvojak. Prvo, proizvođač je jedini koji će stvarno uložiti napor koji je potreban da izbroji mix instrukcija za program i uradi sve druge stvari koje je potrebno uraditi da se dodeli MIPS ili FLOPS rejting. Drugo, proizvođači su jedini ljudi koji zarađuju samo od rangiranja. Najveći broj kupaca nema dovoljno informacija o proizvođačevoj arhitekturi da bi bio u stanju da odredi koje operacije sa pokretnim zarezom su dostupne na njegovoj arhitekturi, a koje su dostupne kod konkurencije. 

## Takođe pogledajte
- MIPS